# Teofil Laśkiewicz
Teofil Emeryk Laśkiewicz (ur. 5 listopada 1869 w Skierniewicach, zm. 23 sierpnia 1925) – polski inżynier technolog, przemysłowiec i współwłaściciel „Zakładów Mechanicznych E. Plage i T. Laśkiewicz” w Lublinie, członek Rady Centralnego Związku Polskiego Przemysłu, Górnictwa, Handlu i Finansów w 1920 roku.

## Życiorys
Był synem Konstantego, pracownika kolei i Melanii z Nagórskich. Żonaty z Zofią z Eustachiewiczów (1880-1955), z którą miał syna Romana (1903-1970).
Ukończył szkołę średnią w Łowiczu, po której rozpoczął studia inżynierskie w Instytucie Technologicznym w Petersburgu. Po ukończeniu studiów w 1894 roku krótko pracował w fabryce w Warszawie, później był przedstawicielem w Odessie Biura Technicznego J. Arkuszewskiego z Łodzi.
W roku 1898 przybył do Lublina gdzie w dniu 2 stycznia 1899 roku zawiązał spółkę z Emil Plage. Spółka została zawiązana na okres 10 lat pod nazwą „Zakładów Mechanicznych E. Plage i T. Laśkiewicz” w Lublinie.
W ciągu kilku następnych lat fabryka rozwijała się i dalej rozbudowywała. Rozszerzał się także asortyment wytwarzanych urządzeń. Stopniowo od kotłów dla gorzelni do kompletnych rozwiązań także dla cukrowni, krochmalni, browarów oraz kuchni polowych. Od 1907 roku zakłady rozpoczęły produkcję na dużą skalę kotłów parowych o niskim i wysokim ciśnieniu oraz konstrukcji żelaznych dla cukrowni i cementowni.
Duża część produkcji sprzedawana była na terenie Imperium Rosyjskiego poprzez sprzedaż bezpośrednią oraz własne biura w Petersburgu, Kijowie, Rostowie nad Donem, Mińsku, Warszawie i Żytomierzu.
„Zakłady Mechaniczne E. Plage i T. Laśkiewicza” były jednym z większych zakładów na terenie Lublina. W 1899 roku zatrudnionych tam było 90 robotników, w 1901 około 150 robotników, a 7 lat później już około 300. Za dobrą jakość produktów zakład uzyskał złoty medal na wystawie rolniczo-przemysłowej w Lublinie w 1901 roku.

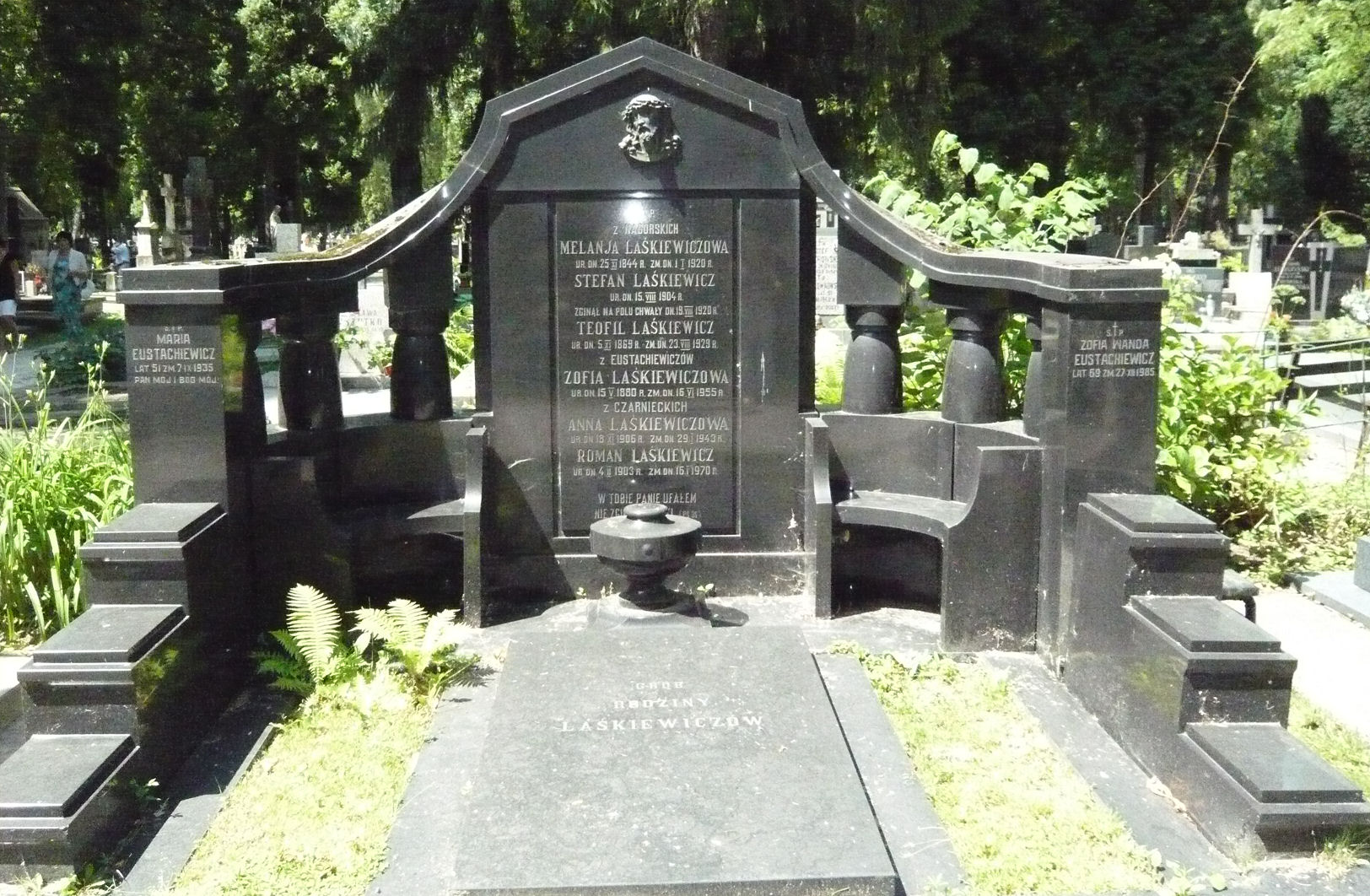
Grób rodziny Laśkiewiczów na cmentarzu przy ul. Lipowej w Lublinie

Po nagłej śmierci bezpotomnego Emila Plage 12 grudnia 1909 roku udziały przeszły na rodziców, cztery siostry oraz brata Edwarda. Firmę dalej prowadził T. Laśkiewicz. Po śmierci rodziców Emila Plage cały udział w firmie przeszedł na siostry i brata, którzy odsprzedali go w 1911 roku K. Arkuszewskiemu (90%) oraz T. Laśkiewiczowi (10%), którzy zawarli spółkę do dalszego prowadzenia fabryki pod dawnym szyldem.
Od 1910 roku Laśkiewicz był także jednym ze współwłaścicieli krochmalni „Lublin”. Był także akcjonariuszem firmy budowlanej „K. Arkuszewski i S-ka w Lublinie”.
W czasie pierwszej wojny światowej Teofil Laśkiewicz nabył we wsi Jakubowice Murowane majątek ziemski wraz z pałacem, gdzie zamieszkał.
Po wojnie „Zakłady Mechaniczne E. Plage i T. Laśkiewicz” uzyskały zamówienie na produkcję 300 dwupłatowców - samolotów liniowych (rozpoznawczo-bombowych) Ansaldo A.300 i myśliwskich Ansaldo A.1 Balilla na włoskiej licencji i z włoskimi silnikami. A później realizowała zamówienie na francuskie samoloty Potez XV.
Zmarł w Lublinie i został pochowany na cmentarzu przy ul. Lipowej.
Teofil Laśkiewicz bardzo czynnie uczestniczył w życiu Lublina. Był prezesem Oddziału Lubelskiego Związku Przemysłowców Metalowych, Towarzystwa Rzemieślników i Handlowców w Lublinie. Należał do założycieli i był prezesem Rady Nadzorczej Towarzystwa Pożyczkowo-Oszczędnościowego Robotników Chrześcijańskich w Lublinie. Był także członkiem zarządu Lubelskiego Towarzystwa Dobroczynności.